# Mănăstirea Jitianu
Mănăstirea Jitianu este o mănăstire ortodoxă din România situată în satul Braniște, comuna Podari, județul Dolj.

## Așezare geografică
Mănăstirea Jitianu se află în lunca Jiului, la 3 km sud de Municipiul Craiova, în apropierea drumului Craiova-Calafat (E79). Odinioară, ea se afla în mijlocul unei păduri seculare și era înconjurată din trei părți de Balta Jitianului, un vechi meandru părăsit al Jiului.

## Etimologie
Numele Jitianu provine de la cuvântul slavon jitia, care înseamnă viață, viețuire, trăire.

## Istorie

### Întemeierea mănăstirii. Secolul al XVI-lea

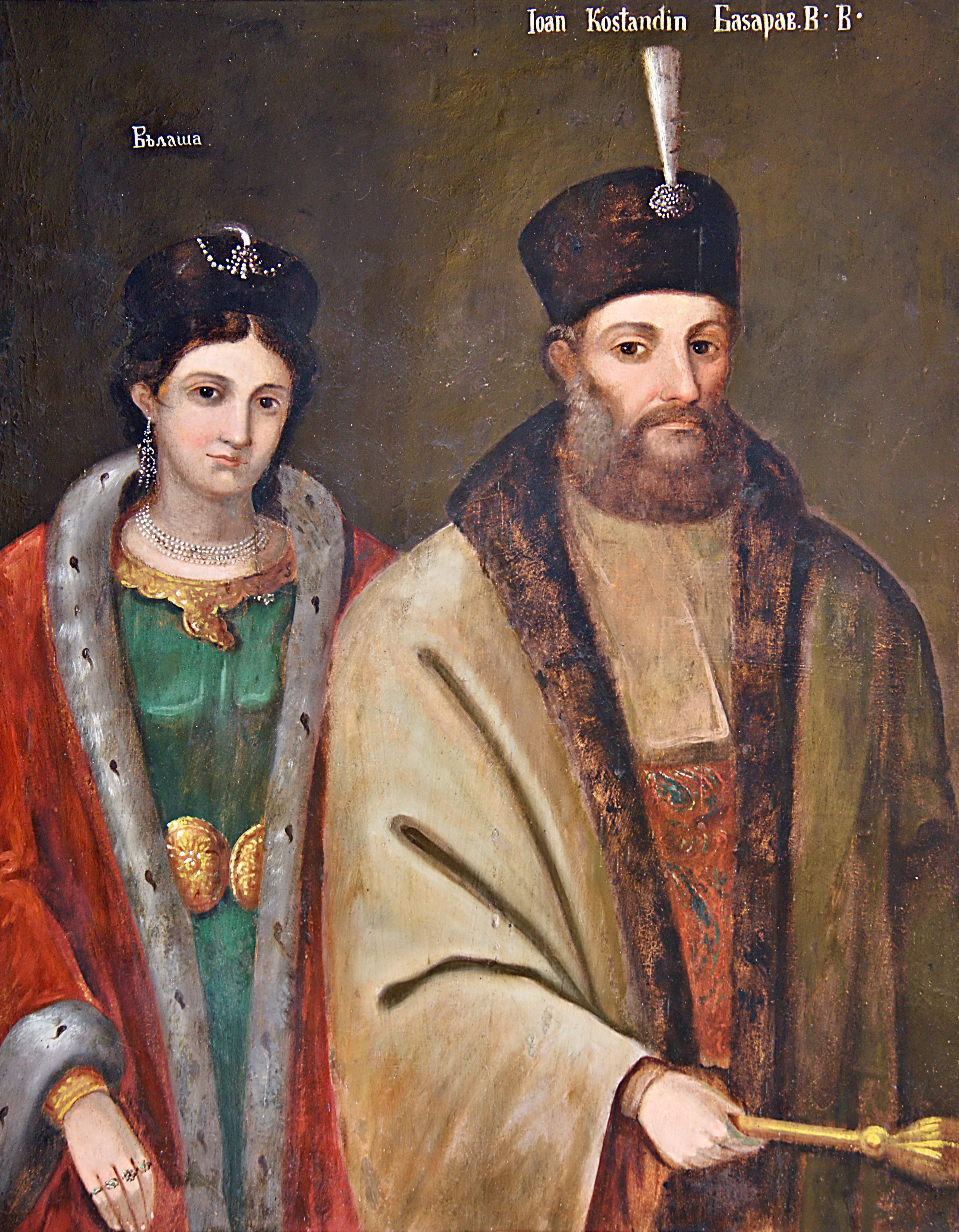
Domnul Constantin Șerban și doamna Bălașa

Cea mai veche mărturie privind existența mănăstirii Jitianu este zapisul fraților Alexie și Pârvul de la 12 martie 1593, prin care aceștia dăruiesc mănăstirii douăsprezece locuri din hotarul Craiovei, pentru pomenirea lor și a părinților lor: „un loc lângă hotarul Popovei și lângă crângul Popovei, alt loc din capul bălții lui Mușat, până la Strâmba și un loc în Lazul Mare, pentru sufletul surorii lor, Maria”.
 

Patru ani mai târziu, documentele ni-l dezvăluie și pe ctitorul-întemeietor: preotul Novac din Popova. La 11 ianuarie 1597, Mihai Viteazul întărește preotului Novac stăpânirea peste o moșie în satul Popova, și anume „jumătate din toată ocina, din câmp și din baltă și din apă și din tot hotarul și din seliștea satului și locul din jurul mănăstirii lui și cu deal și cu vii, cât va avea, pentru că a cumpărat popa Novac de la Necula, pentru 1600 de aspri”. Identitatea ctitorului este confirmată și de o carte de hotărnicie de la 28 noiembrie 1779, în care scrie că preotul Novac „ au zidit dintâi această mănăstire”. La scurt timp de la întemeiere, mănăstirea Jitianu este închinată (devine metoc al) mănăstirii Sf. Pavel de la Muntele Athos (Grecia). 

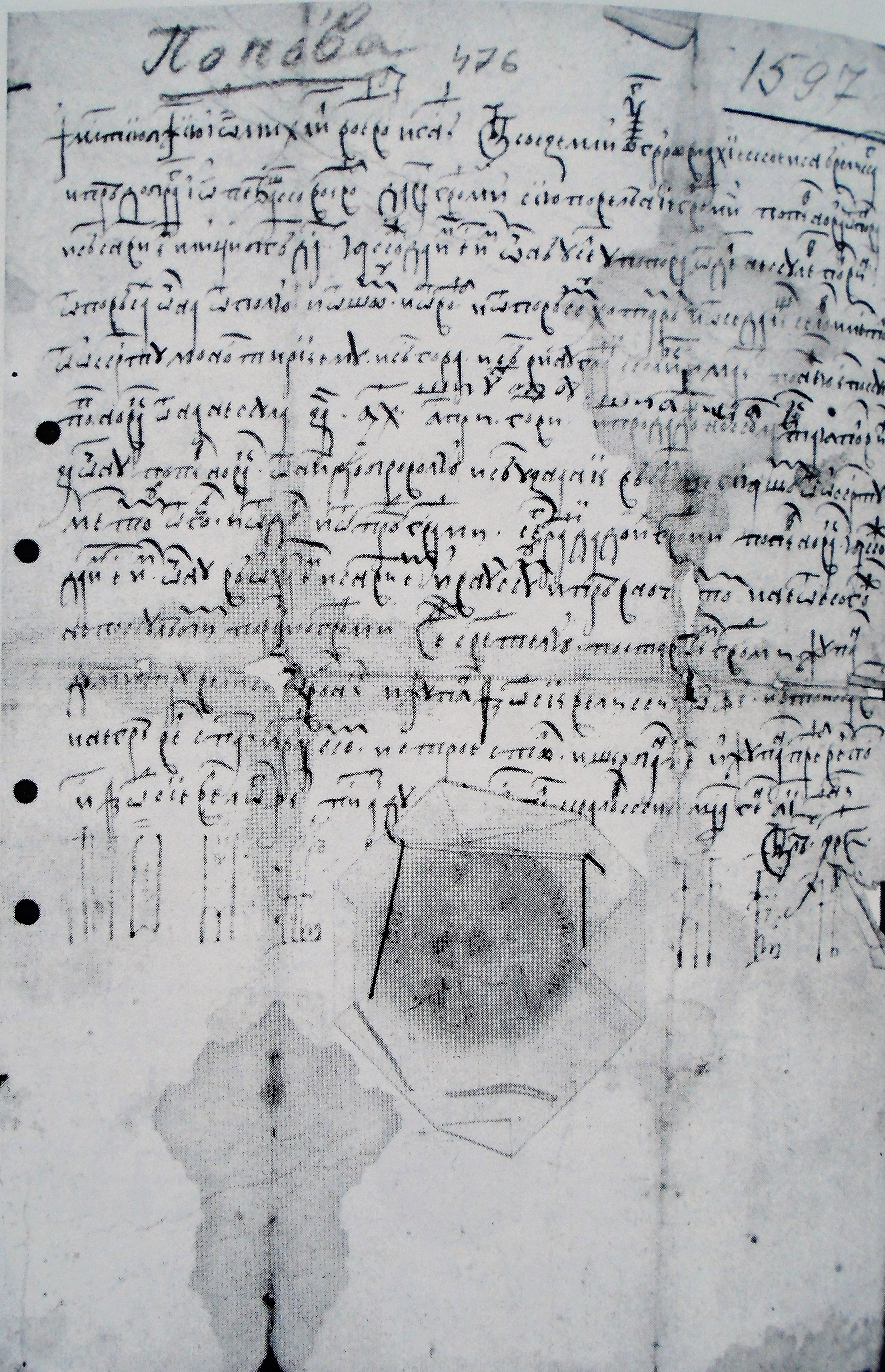
Hrisovul lui Mihai Viteazul de la 11 ianuarie 1597

### Secolul al XVII-lea
La începutul secolului al XVII-lea, jupâneasa Dana din Vâlcănești dă mănăstirii Jitianu jumătate din moșia satului Iamnic (în prezent, Podari). Cealaltă jumătate este dată Preda Buzescu mare ban al Craiovei. Tot în primele decenii ale secolului al XVII-lea, mănăstirea mai primește moșii în Degerați, Știubei, Cârcea, Ciulnița, Birosloveni ș.a.
La 13 iunie 1644, Barbu mare ban al Craiovei întărește mănăstirii Jitianu stăpânirea peste trei moșii în Pisculeștii de Sus: una „datu-o-au Larion călugărul la sfânta mănăstire pentru pomană și s-au călugărit acolo și s-au sfârșit în sfânta mănăstire”, alta a fost cumpărată de egumenul Grigorie de la Neagoe, fratele lui Larion, iar altă parte „o au dat Mihaila călugărița sfintei mănăstiri pentru pomană”.
Din cauza solului nisipos instabil și a umidității excesive, prima biserică a mănăstirii avea să se degradeze în doar câteva decenii. În anul 1657, biserica este demolată, iar pe locul ei este ridicată o biserică nouă, cu banii dați de doamna Bălașa, soția domnitorului Constantin Șerban (1654-1658). Faptul este menționat pe piatra de mormânt a doamnei și în numeroase documente, ca de exemplu în hrisovul lui Șerban Cantacuzino de la 20 iunie 1682: „Sfintei și dumnezeieștii mănăstiri, ce să chiamă Jătiian, care să află zidită și înălțată din temelie și început de răposata doamna Bălașa, doamna domnului unchiului domnii mele”. La 3 august 1657, mănăstirea a fost vizitată de Patriarhul Macarie al III-lea al Antiohiei, însoțit de arhidiaconul său, cronicarul sirian Paul din Alep.
Pe la jumătatea secolului al XVII-lea, mănăstirea Ciutura din județul Dolj devine metoc al mănăstirii Jitianu.
În 1690, mănăstirea este prădată de curuții veniți din Transilvania, care „au luat tot ce au găsit ale mănăstirii, bucate și dobitoace și alte ce-au fost și a rămas mănăstirea la mare lipsă și scădere”.

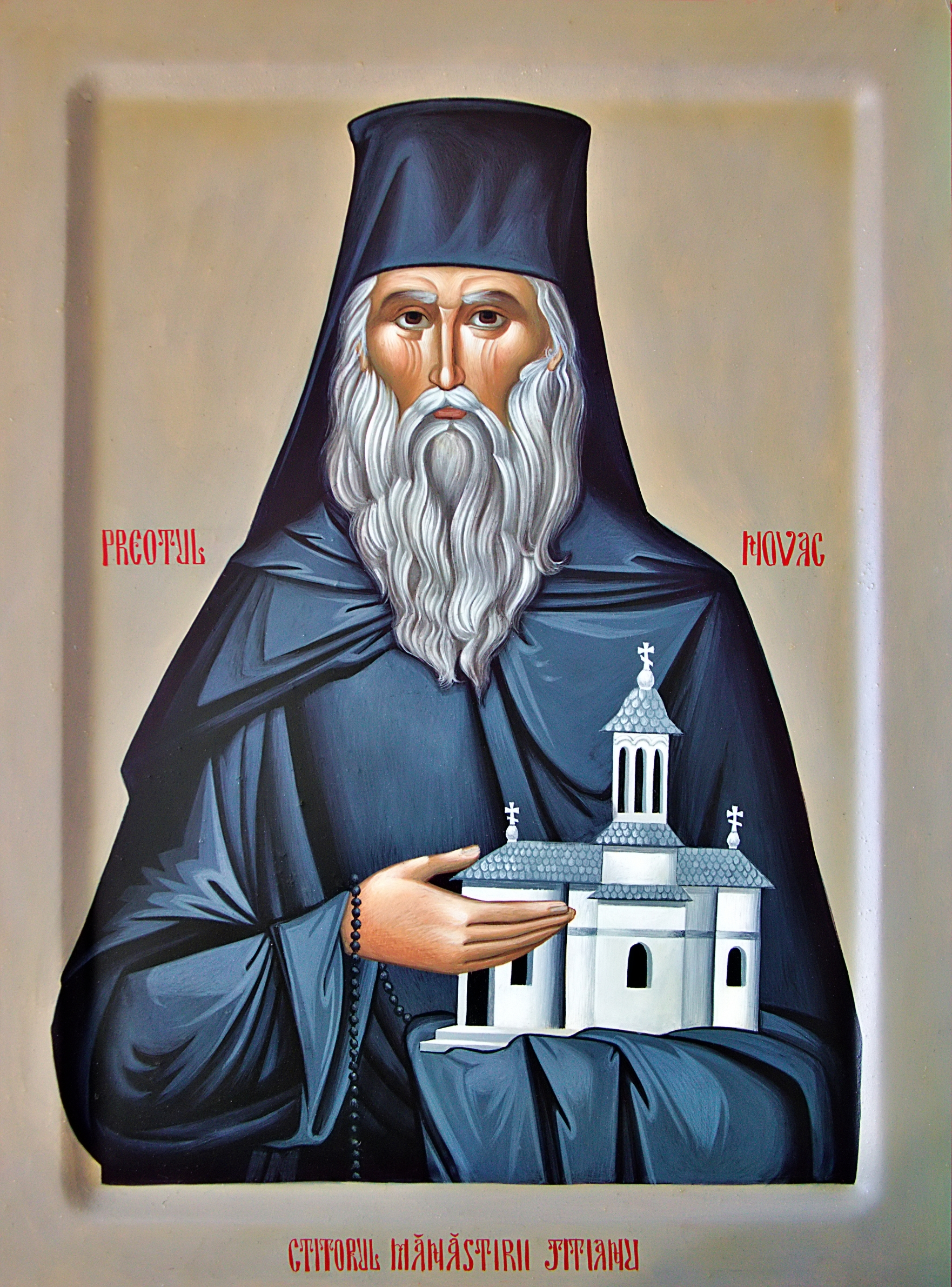
Preotul Novac, ctitorul întemeietor al mănăstirii Jitianu

### Secolul al XVIII-lea
La începutul secolului al XVIII-lea, biserica doamnei Bălașa a început să se degradeze, din cauza solului nisipos instabil, a adâncimii de fundare insuficiente și a excesului de umiditate. În 1711, biserica a fost demolată și pe aceleași fundații a fost ridicată biserica actuală a mănăstirii. Lucrările au fost începute de egumenul Luca și terminate de Petru Obedeanu mare armaș.
În timpul războiului austro-turc din anii 1716-1718, mănăstirea a fost prădată și incendiată de tătari.

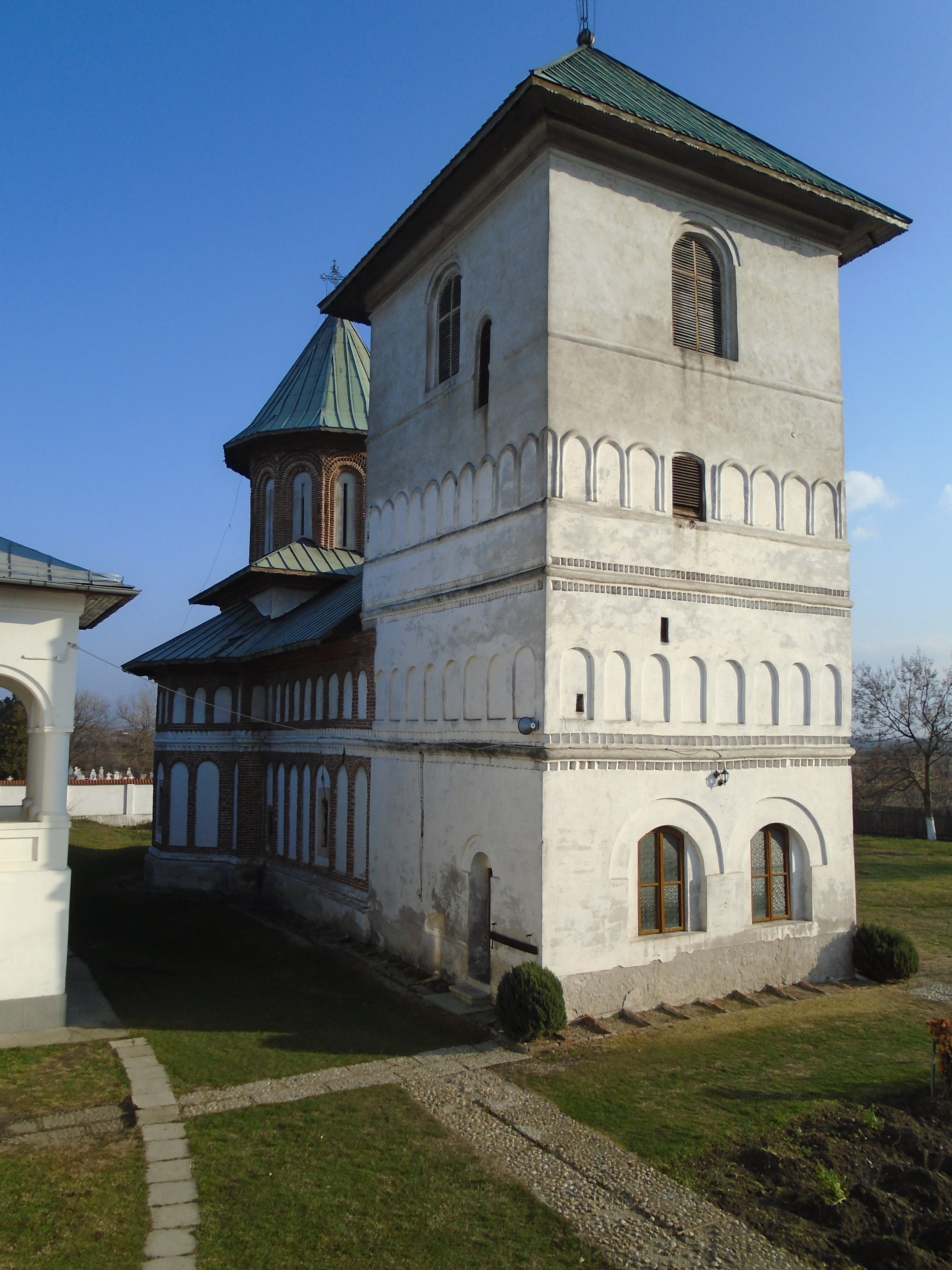
Turnul-clopotniță ridicat în 1802

### Secolul al XIX-lea
În anul 1802 a fost construit turnul-clopotniță, alipit de biserică. El este o verigă din lanțul de cule și turnuri de observație ridicate de-a lungul văii Jiului, după distrugerea Craiovei de către turcii pasvangii și cârjalii, la începutul secolului al XIX-lea. Inițial, a avut trei balcoane de lemn suspendate pe laturile de sud și de nord, pentru observație. La primul etaj era amenajată o cameră de locuit pentru cel care făcea serviciul de veghe și o tainiță.

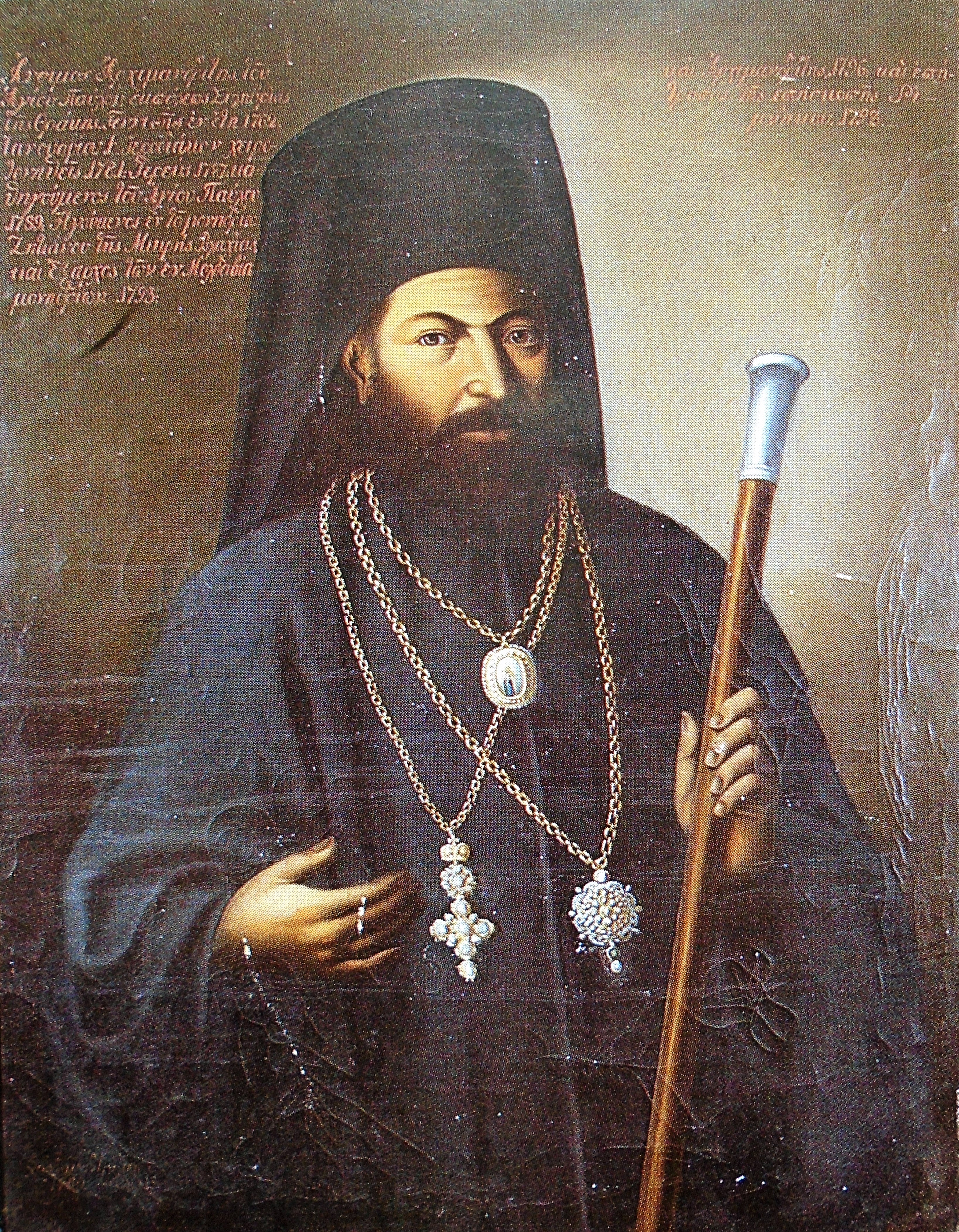
Arhimandritul Antim

În anul 1812, Arhimandritul Antim a refăcut incinta mănăstirii, construind din temelii alte clădiri pe laturile de nord și de sud.
La 7 martie 1821, Mânăstirea Jitianu a fost ocupată de pandurii aflați sub comanda lui Ioan Solomon, un aliat al lui Tudor Vladimirescu, întărind-o cu metereze de jur-împrejur. În luna aprilie, odată cu pătrunderea turcilor pe teritoriul Olteniei, pandurii au părăsit mănăstirea.

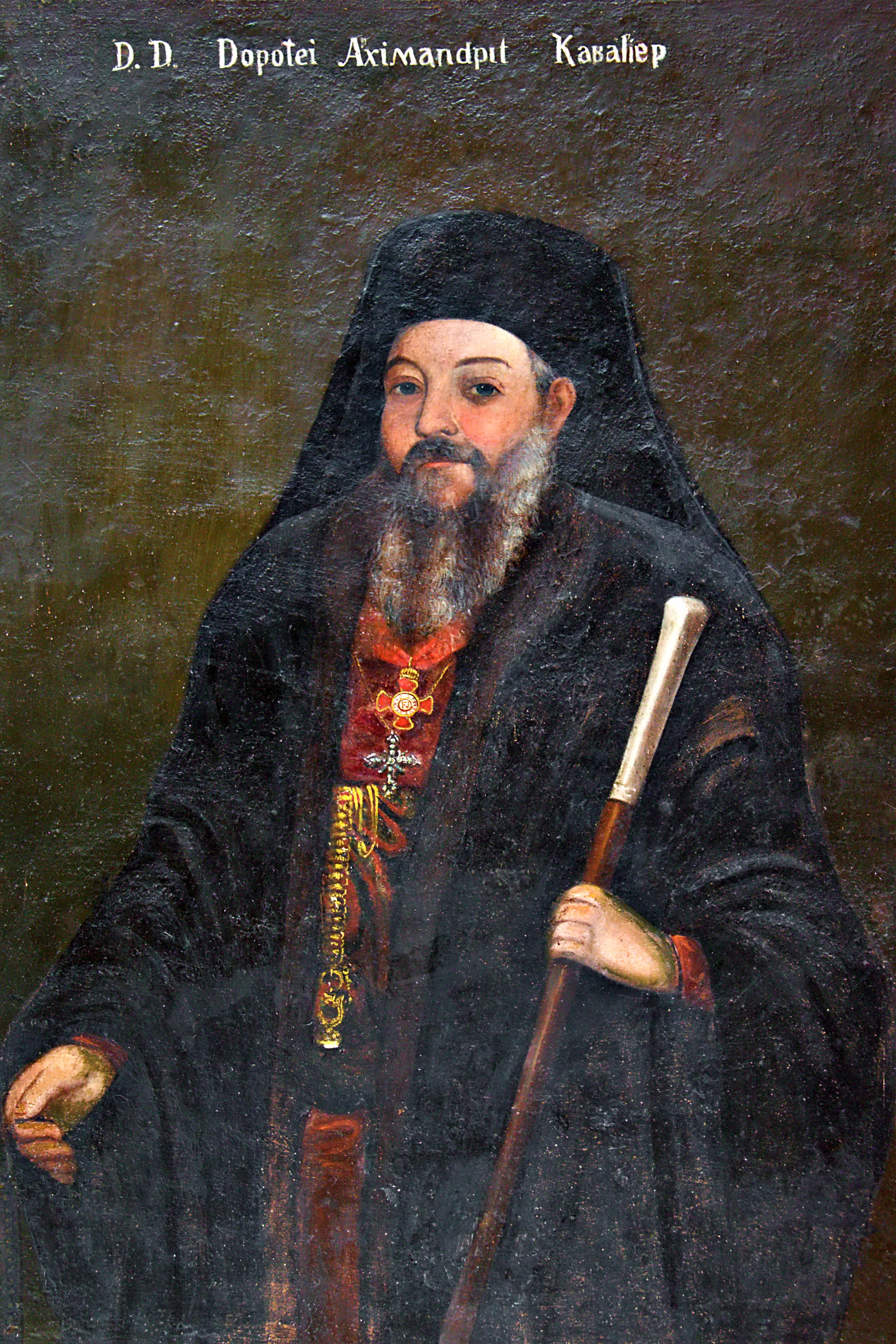
Arhimandritul Dorotei

În timpul războiului ruso-turc din anii 1828-1829, la Jitianu a funcționat un spital militar rus. Soldații care au murit au fost îngropați în cimitirul mănăstirii, iar mai târziu peste morminte a fost ridicată o movilă, care se poate vedea și astăzi. Alături se află o a doua movilă, unde sunt îngropați locuitorii Craiovei care au murit de ciumă în anul 1829.
În anii 1852-1853, Arhimandritul Dorotei a reparat biserica și a înlocuit pictura veche cu una nouă, în stil clasic, care se mai păstrează pe jumătatea inferioară a pereților bisericii. Această pictură a fost realizată de Costache Petrescu și Pătru Zugravu. La 10 iunie 1853, biserica a fost resfințită de către Sf. Ierarh Calinic, Episcopul Râmnicului.
Prin Legea secularizării averilor mănăstirești din anul 1864, întreaga avere a mănăstirii a trecut în proprietatea Statului. Până la secularizare, moșiile mănăstirii însumau mii de hectare de teren agricol, vii și păduri în localitățile Balta Verde, Brabova, Cârcea, Cerăt, Ciulnița, Ciutura, Floran, Gabru, Goicea, Mosna, Palilula, Podari, Slătioara, Știubei, Terpezița, Văluța, Vâlcom ș.a. După anul 1864 biserica a fost întrebuințată ca biserică parohială a comunei Balta Verde. 

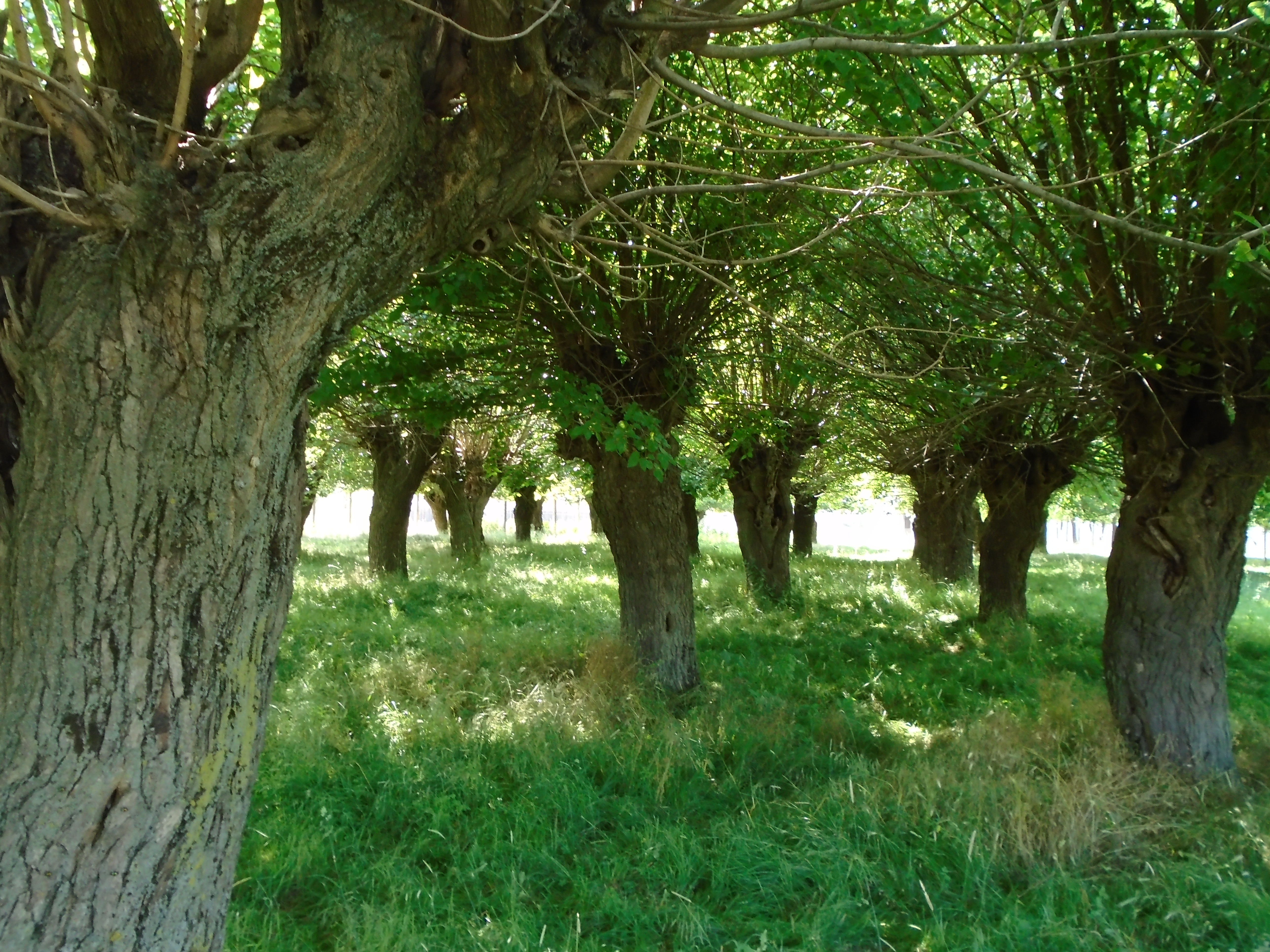
Livada de duzi

La 1 septembrie 1867, în timpul domniei lui Carol I, în clădirile fostei mănăstiri a fost înființată Ferma-școală de agricultură de la Balta Verde. Livada didactică de duzi a școlii dăinuie până azi la intrarea în mănăstire.
În timpul războiului de independență din anii 1877-1878, aici a fost amenajat un depozit de „muniții de resbel”.

### Secolul XX

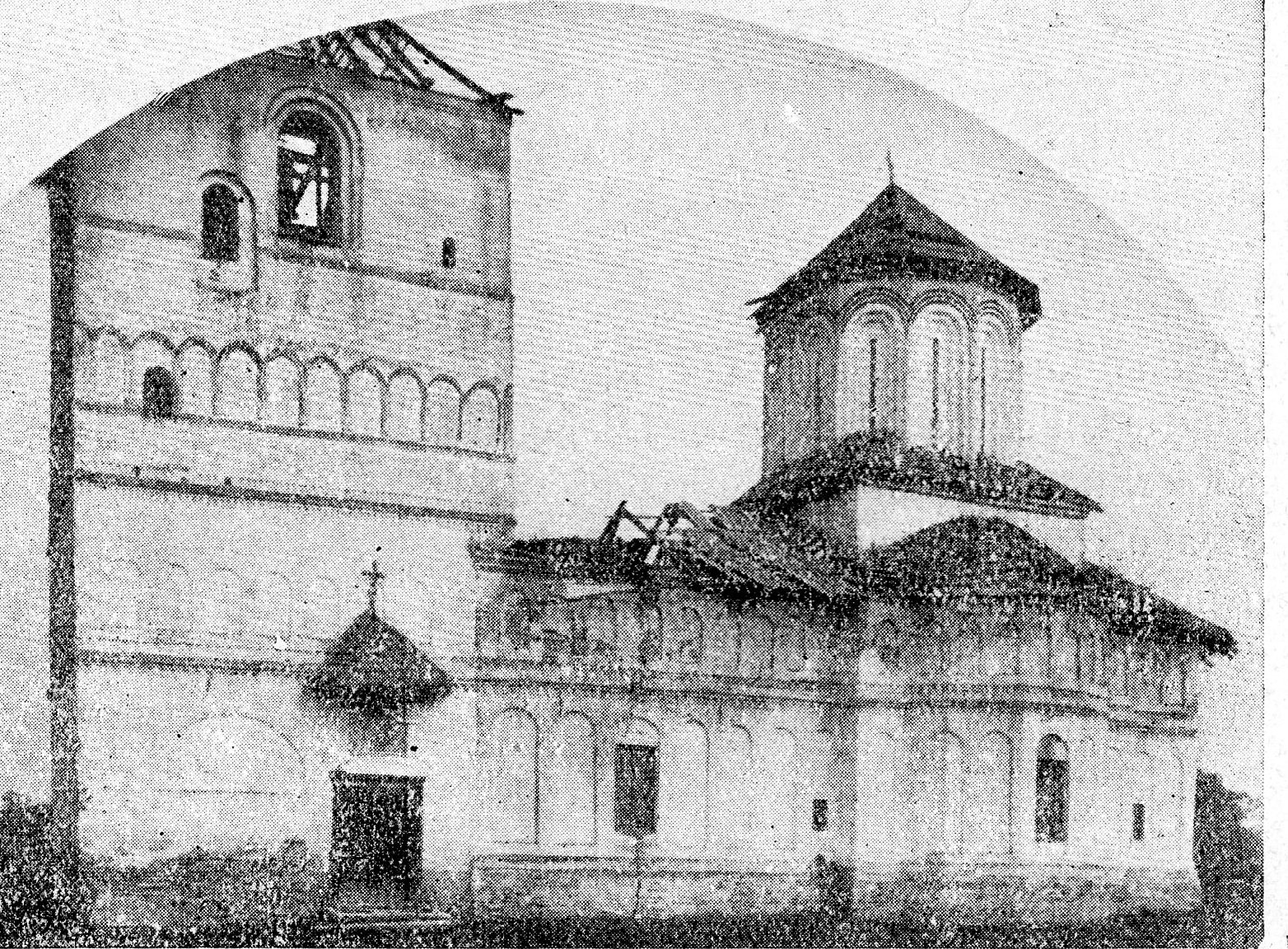
Biserica la începutul secolului XX

În 1914, din cauza stării avansate de degradare, biserica a fost închisă. 

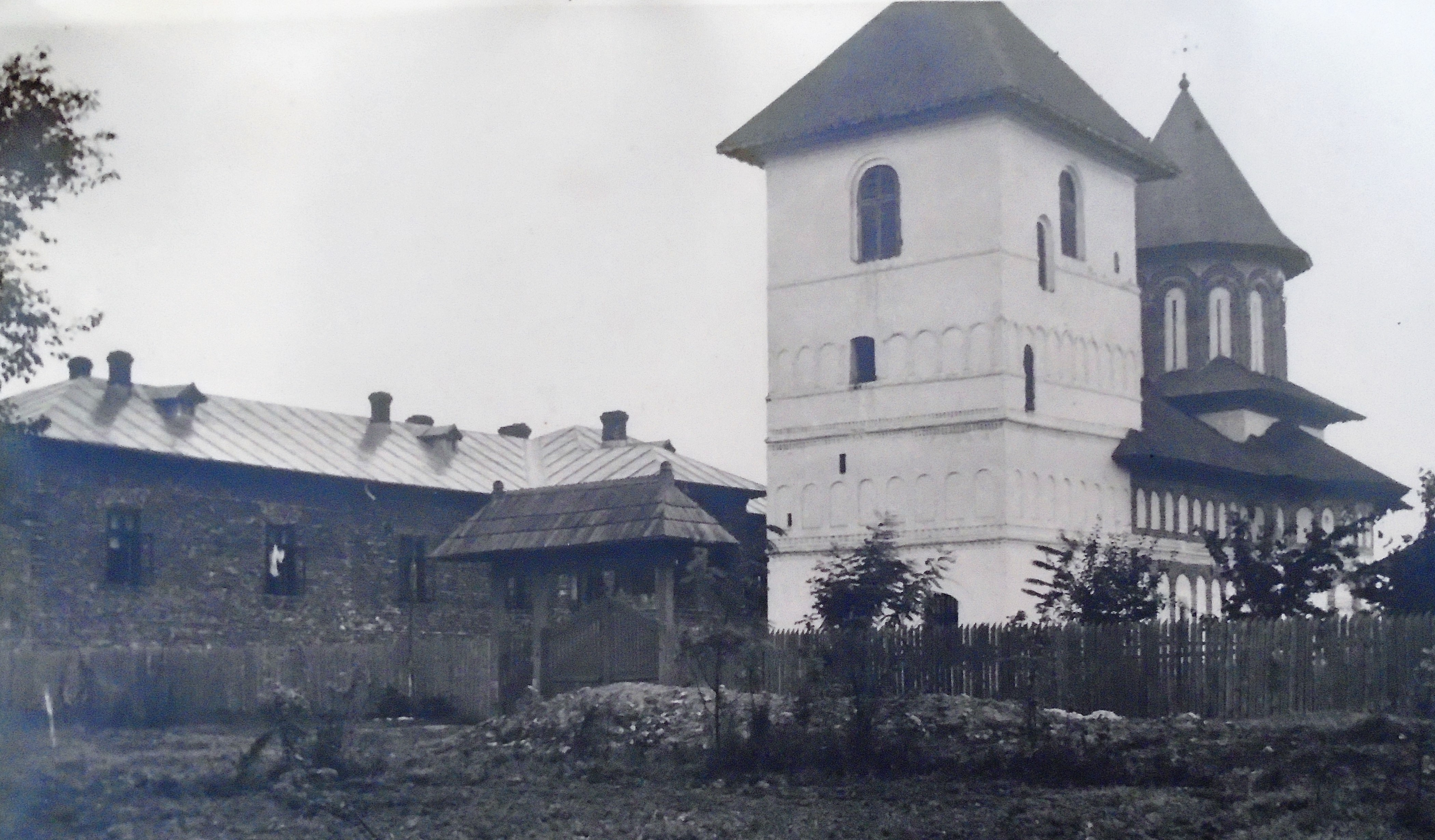
Mănăstirea Jitianu în 1938

În perioada 1920-1932 biserica a fost restaurată de Comisiunea Monumentelor Istorice, cu sprijinul financiar al autorităților locale și al locuitorilor satelor Braniște și Balta Verde. Între anii 1927 și 1932, pictura a fost restaurată și completată cu noi registre de către pictorul Gustav Nill. La 13 noiembrie 1932, biserica a fost resfințită de către Arhimandritul Efrem Enăcescu, delegat al Episcopului Vartolomeu Stănescu al Râmnicului-Noului Severin.

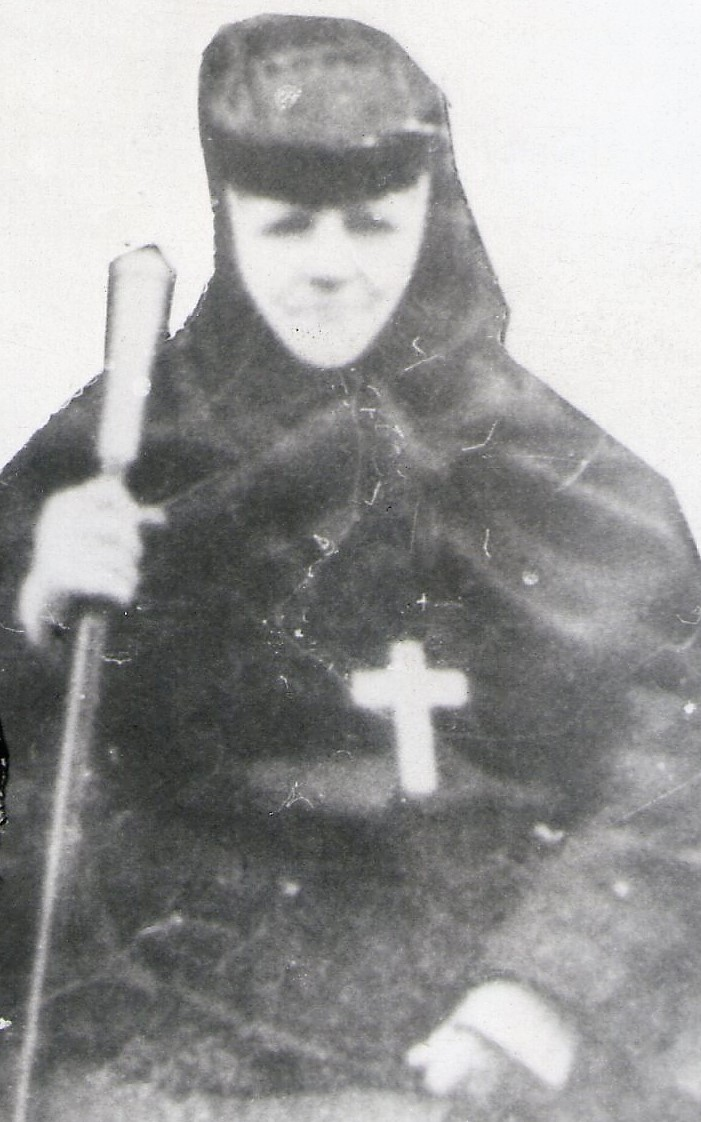
Monahia Fevronia Miclăuș

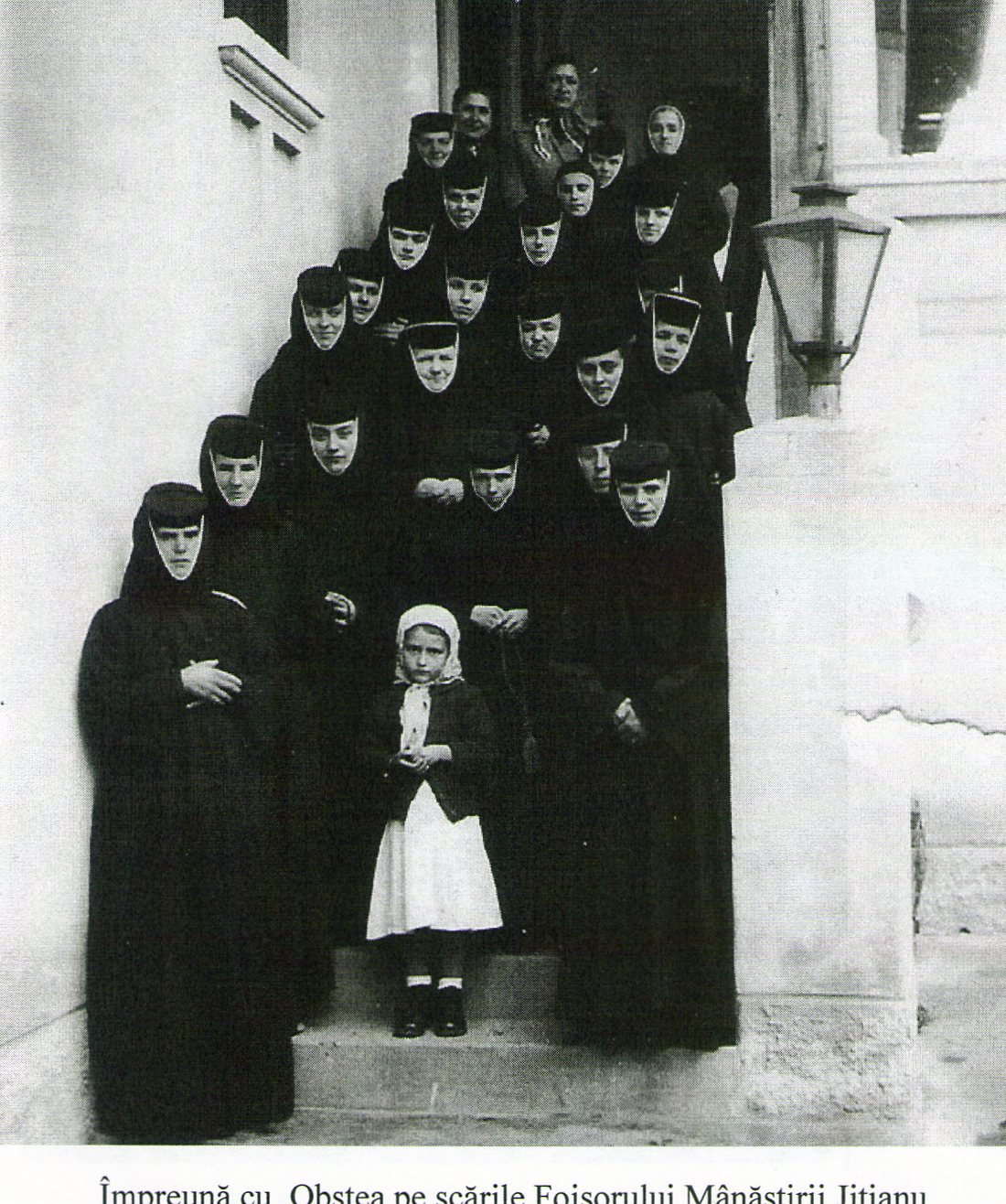
Obștea Mănăstirii Jitianu în anul 1955

În anul 1933, mănăstirea Jitianu a fost reînființată. Noua obște monahală era formată din zece maici transferate de la mănăstirea Sărăcinești - Vâlcea, stareță fiind monahia Fevronia Miclăuș.
În perioada 1934-1939 a fost ridicat actualul corp de chilii, care cuprindea și un atelier de covoare, în care lucrau viețuitoarele mănăstirii. 
Decretul 410/1959 al autorităților comuniste a pus capăt vieții monahale la Jitianu. Din anul 1962, aici a funcționat gospodăria anexă a Arhiepiscopiei Craiovei. Spațiul fostului atelier de covoare a fost ocupat de muzeul de artă bisericească și de colecția de carte veche ale Arhiepiscopiei Craiovei. 
În anii 1988-1989, pictura a fost restaurată și completată de Dan Neamu, iar la 20 iulie 1989, biserica a fost resfințită de către ÎPS Nestor, Arhiepiscopul Craiovei și Mitropolitul Olteniei. Cu această ocazie, biserica a primit un al doilea hram: Sf. Proroc Ilie Tesviteanul.
După căderea regimului comunist, Jitianu și-a redobândit statutul de așezământ monahal. 

### Secolul XXI
În perioada 2001-2008, mănăstirea a avut obște de maici, stareță fiind monahia Siluana Vlad. Din anul 2008, Jitianu este mănăstire de călugări, avându-l ca stareț pe Protosinghelul Nifon Văcăruș.
În anii 2018-2022 s-au desfășurat ample lucrări de restaurare și conservare a bisericii și a turnului-clopotniță. La 3 iulie 2022, biserica a fost resfințită de către ÎPS Irineu, Arhiepiscopul Craiovei și Mitropolitul Olteniei, ocazie cu care a primit al treilea hram: „Întâmpinarea Domnului”.
În biserică, pelerinii se pot închina la moaștele Sfinților Cuvioși Agapit, Avramie, Pimen și Prohor de la Pecerska, ale Sf. Sfințit Mucenic Luchian de la Pecerska, ale Sf. Alexie cel nebun pentru Hristos, ale Sf. Cuvioase Fevronia din Murom, ale Sf. Ierarh Ignatie Briancianinov, ale Sf. Cuvios Lavrentie de Cernigov și ale unui Sfânt cuvios mucenic din Muntele Sinai.
În curtea bisericii se găsește monumentul eroului Cantemir Dumbravă, mai multe cruci și monumente funerare din piatră, datând din secolul al XIX-lea, crucea de piatră a meșterului Marin pietrarul (1736) și o operă sculpturală realizată de Constantin Antonovici. 

## Controverse
- O pretinsă legendă, pusă pe seama locuitorilor satelor Braniște și Balta Verde din vecinătatea mănăstirii Jitianu leagă începuturile acestui așezământ monahal de numele voievodului Mircea cel Bătrân și de bătălia de la Rovine, de la finele veacului al XIV-lea. Această legendă este, însă, doar o ficțiune modernă, apărută pe la începutul secolului XX (despre falsitatea acestei legende vezi acest studiu).

- În 1905, Nicolae Iorga credea că întemeietorul mănăstirii Jitianu ar fi stolnicul Jitianu, menționat în Sfatul domnesc al lui Neagoe Basarab (1512-1521). Însă, în afară de potrivirea de nume, nu există nicio dovadă că acest dregător ar avea vreo legătură cu mănăstirea omonimă de la marginea Craiovei.

- Total lipsită de dovezi este și ipoteza lui Toma Bulat, formulată în 1967, potrivit căreia mănăstirea Jitianu ar fi ctitoria boierilor Craiovești (pentru netemeinicia opiniilor lui Bulat vezi acest studiu).

## Galerie de imagini

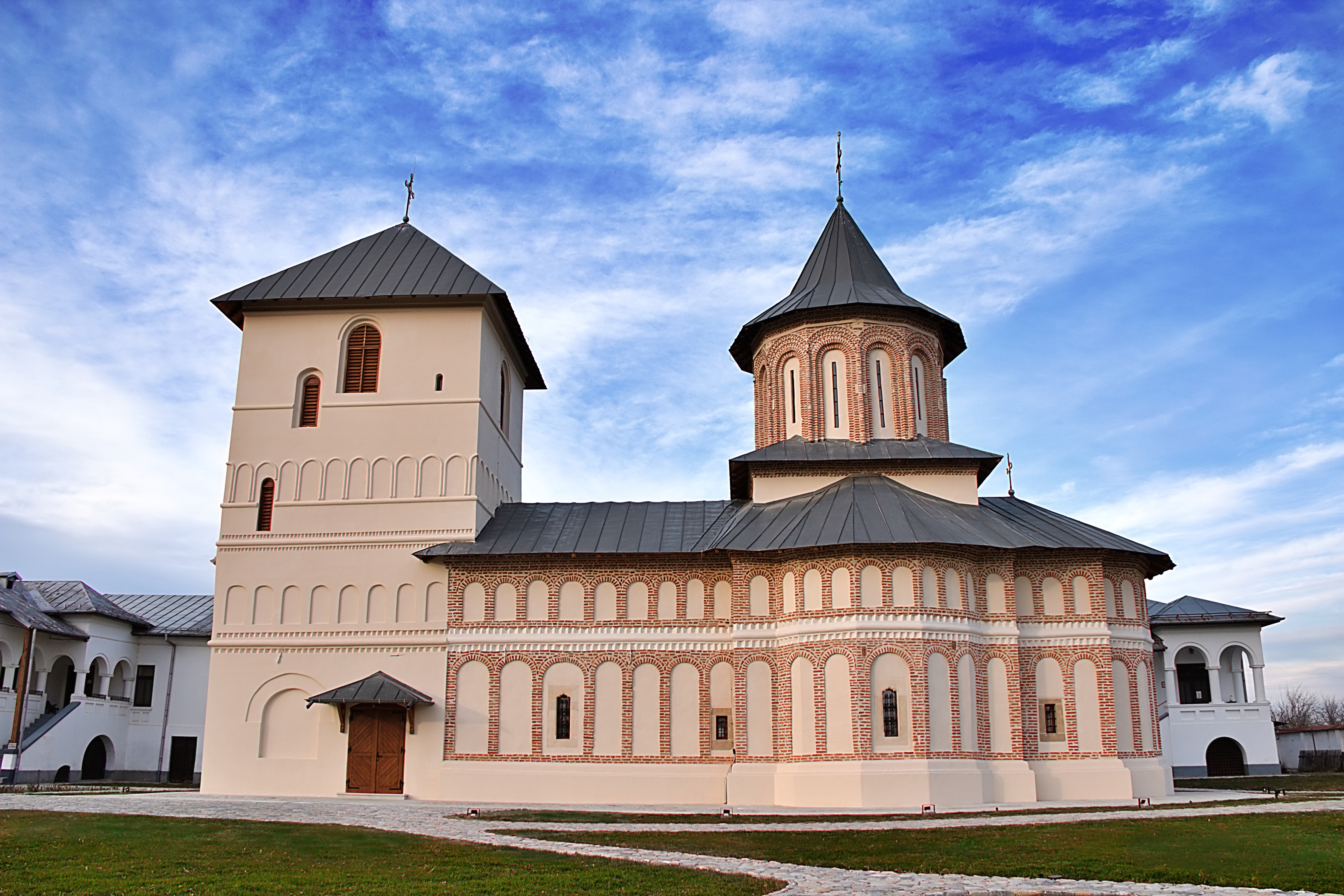
Mănăstirea Jitianu în anul 2022
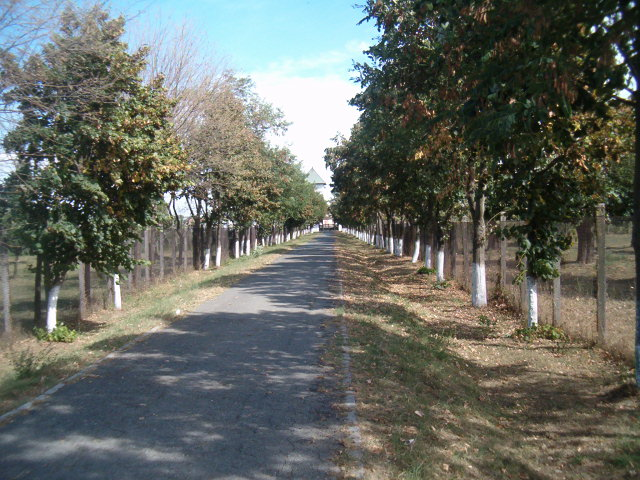
Drumul spre intrarea în Mănăstirea Jitianu
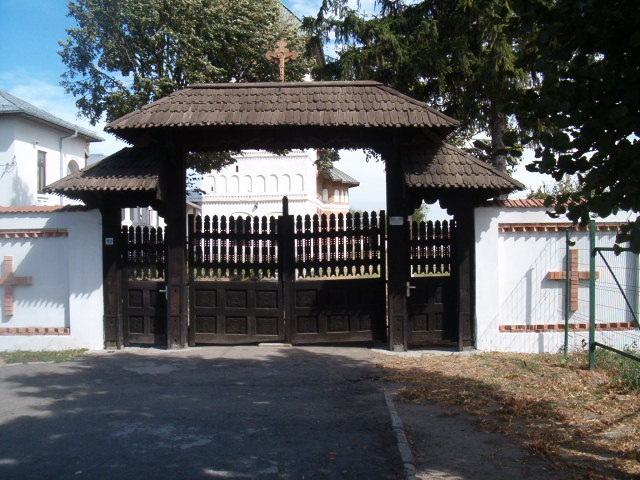
Poarta Mănăstirii Jitianu
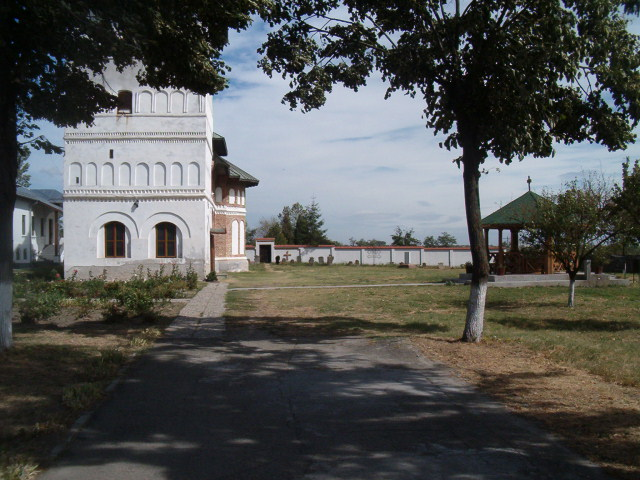
Curte interioară
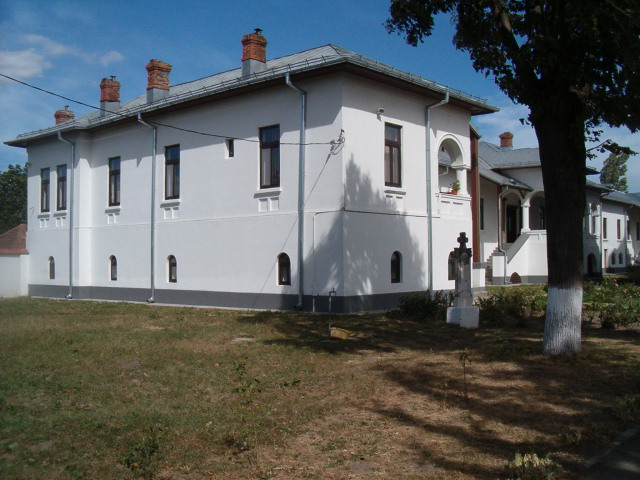
Corp chilii
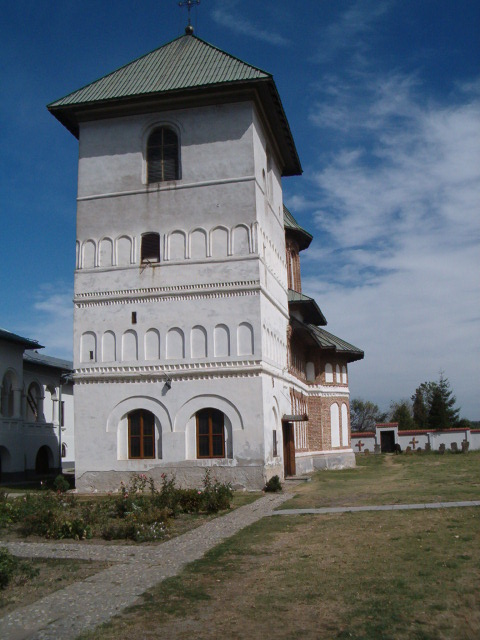
Biserica
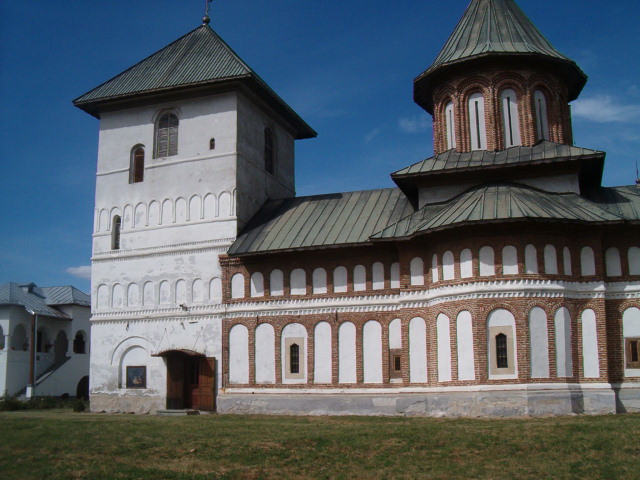
Biserica
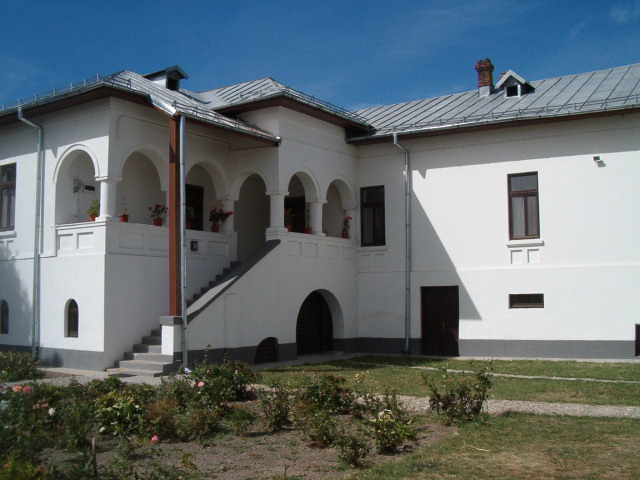
Corp chilii
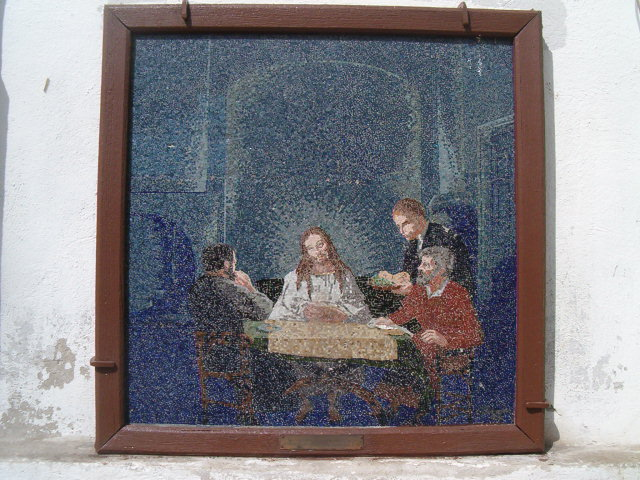
Mozaic
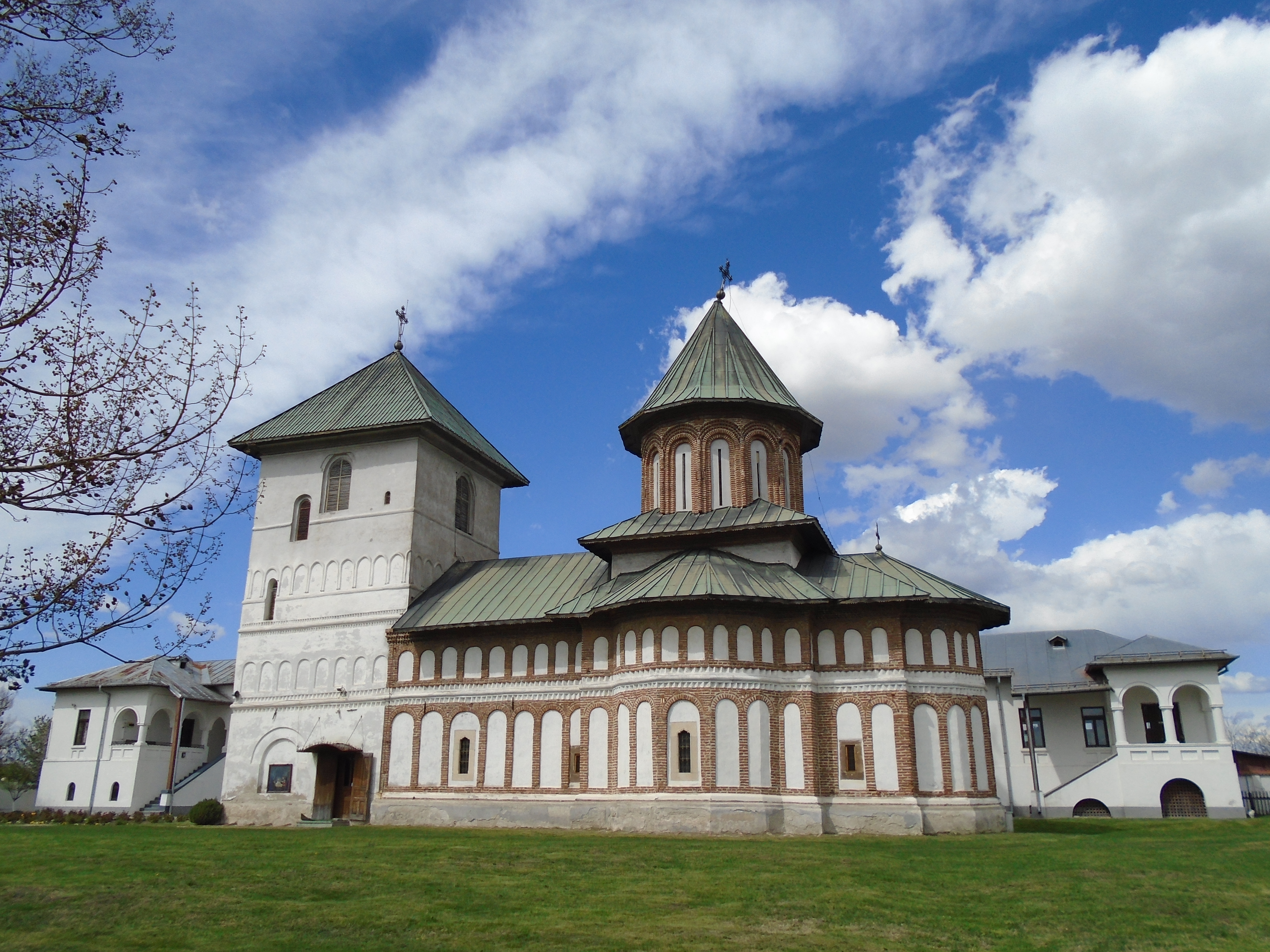
Mănăstirea Jitianu în anul 2017
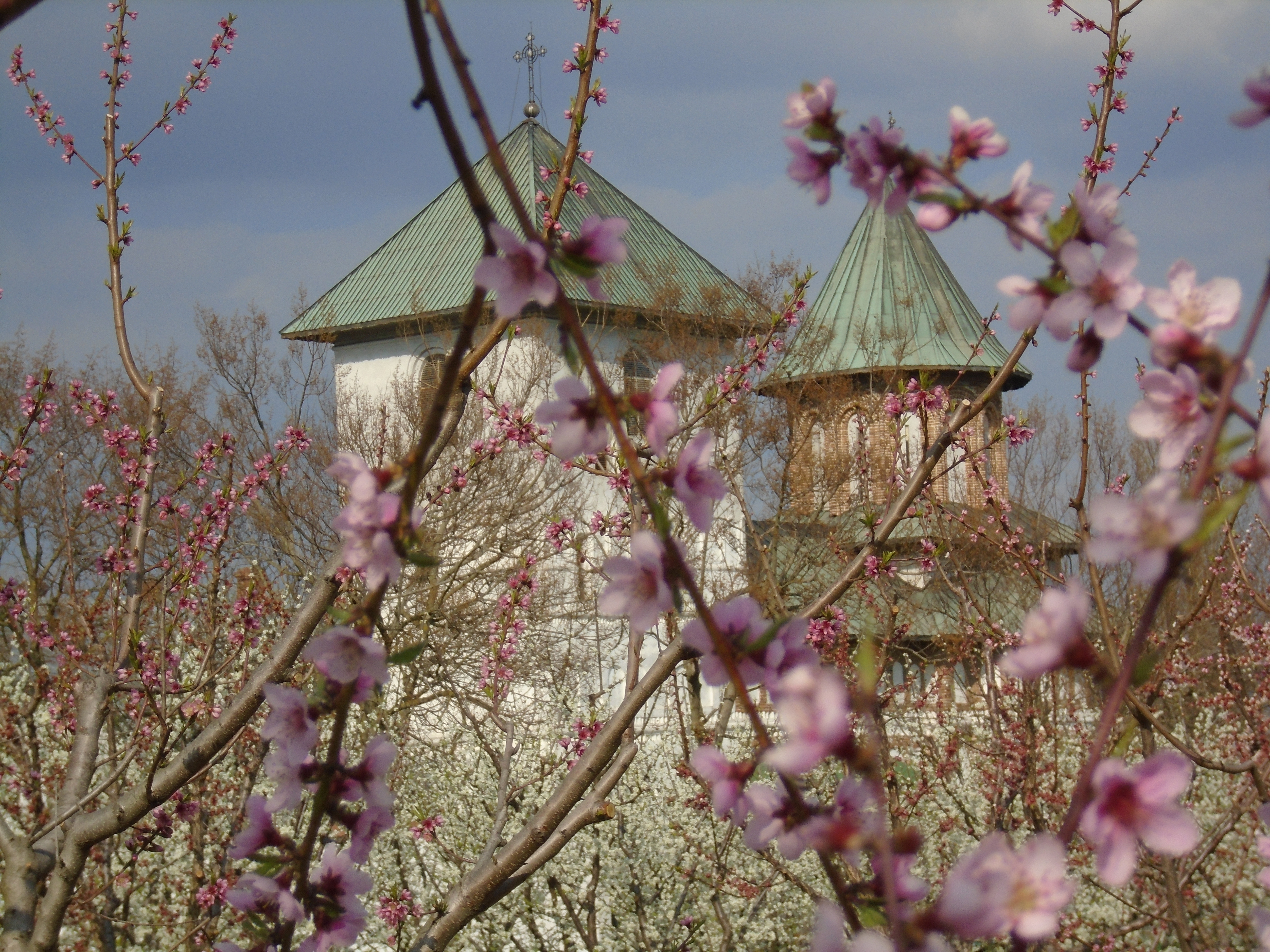
Biserica văzută din livadă
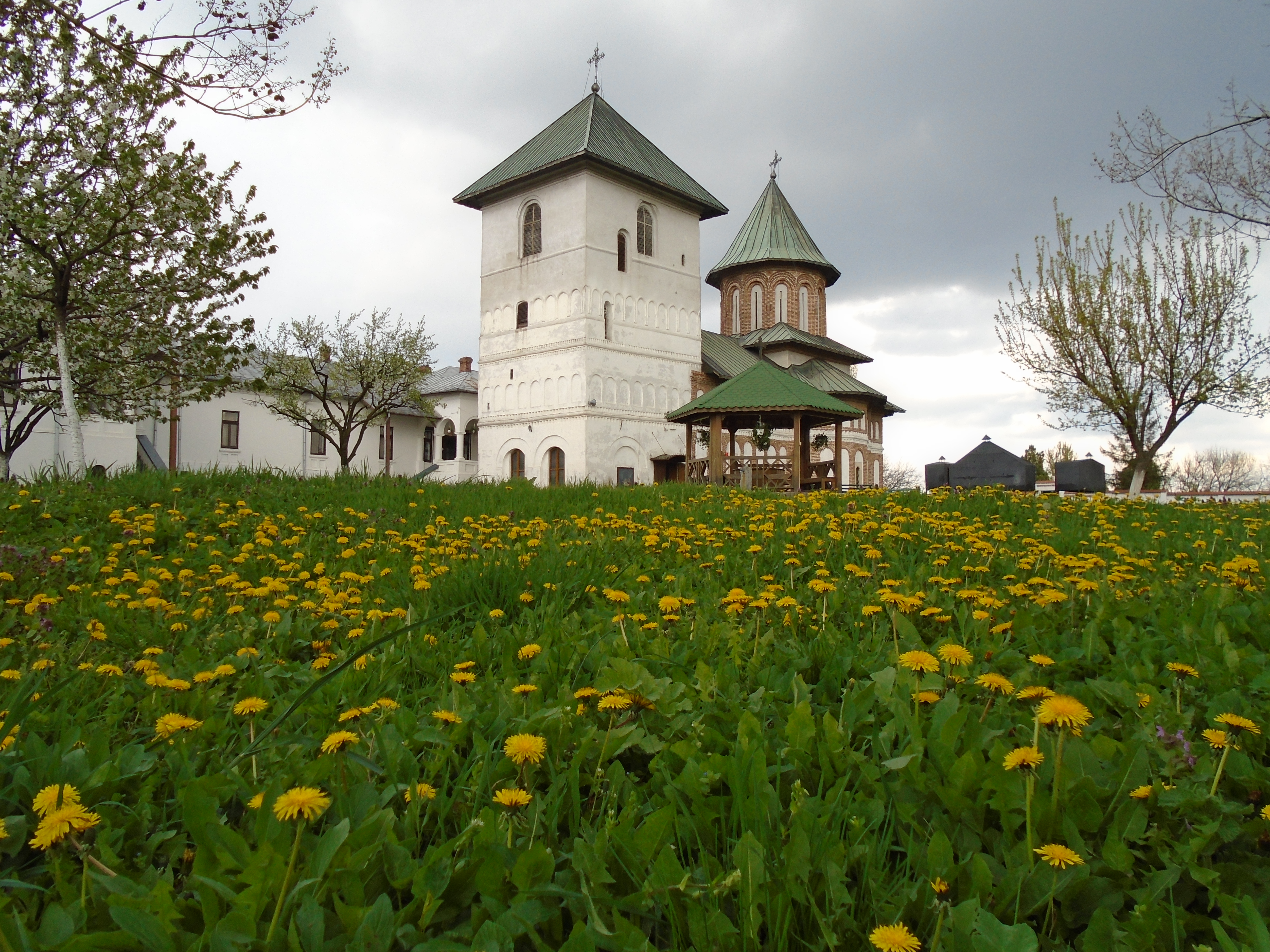
Curtea mănăstirii
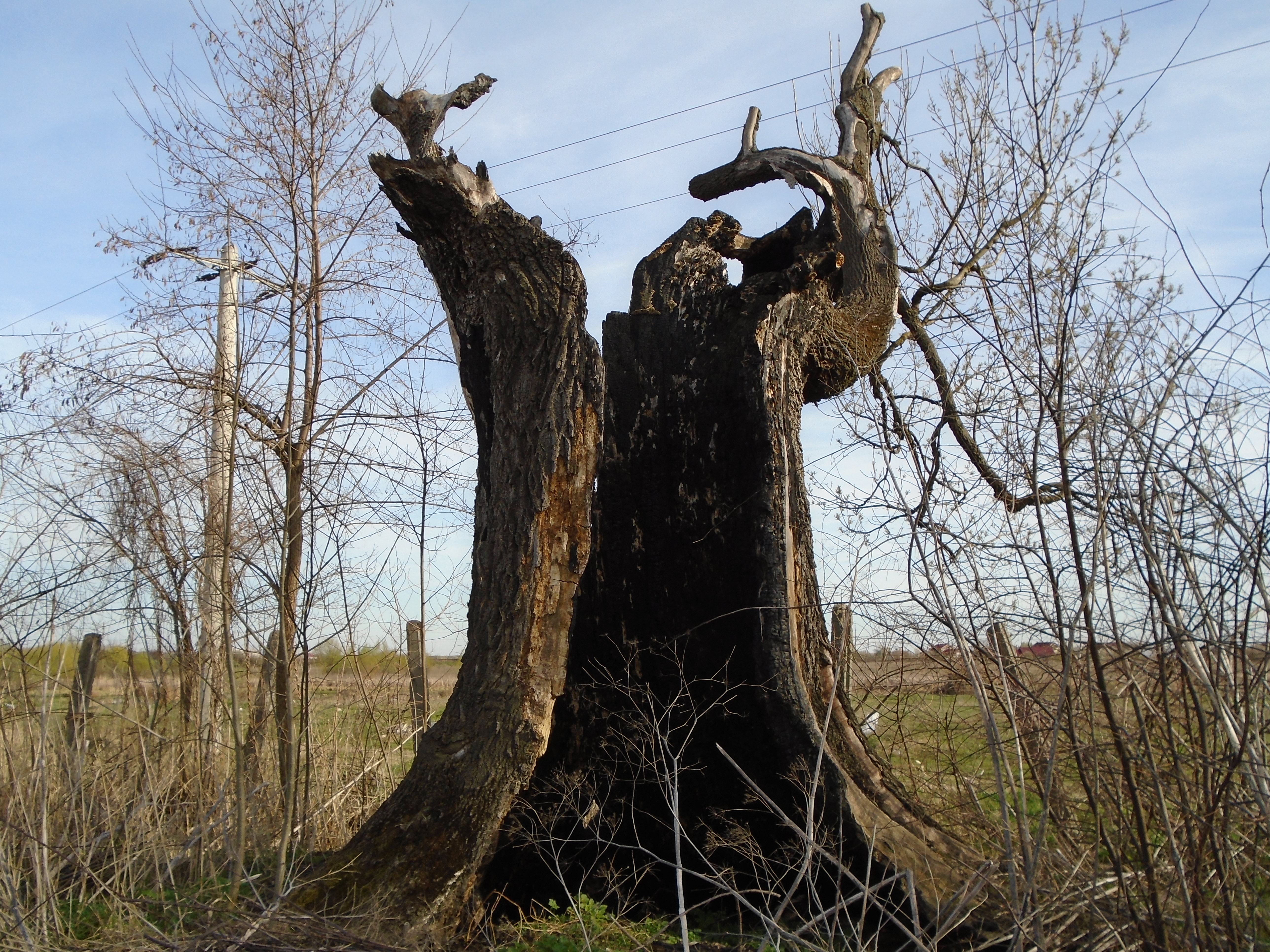
Ultimul exemplar din pădurea de frasini care înconjura odinioară mănăstirea
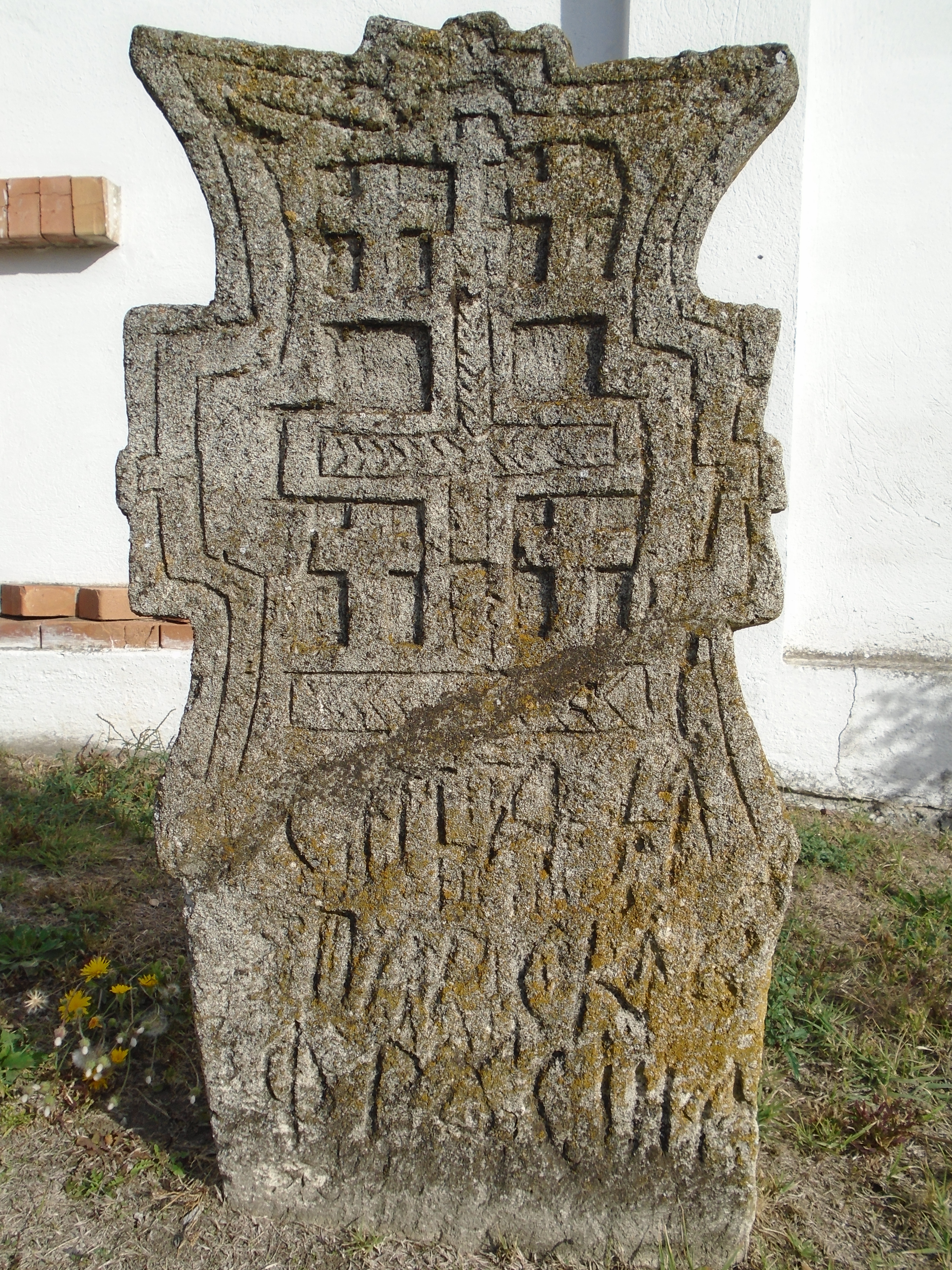
Piatră funerară din curtea mănăstirii, datând din a doua jumătate a secolului al XIX-ea
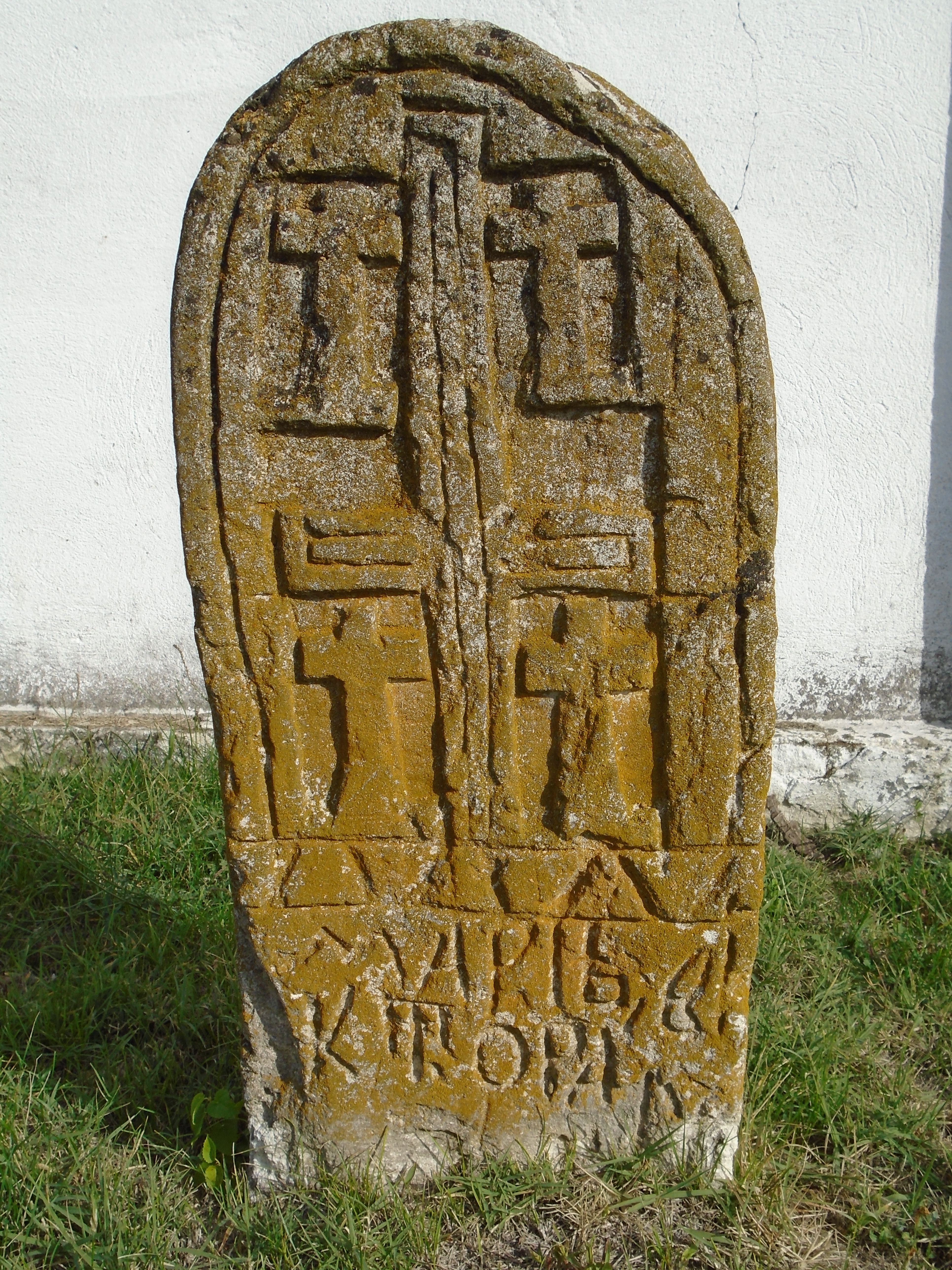
Piatră funerară din curtea mănăstirii, datând din a doua jumătate a secolului al XIX-lea.
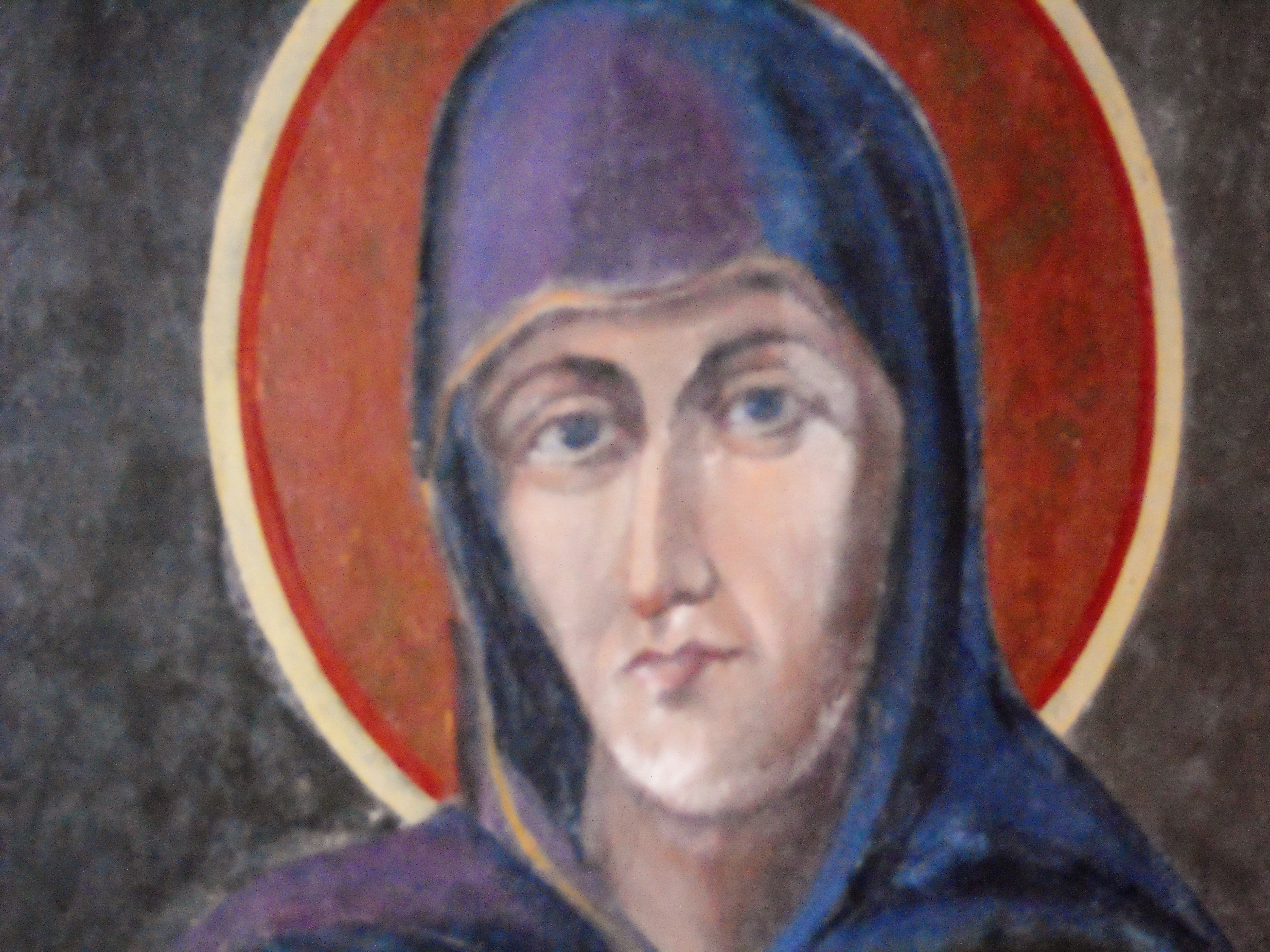
Sf. Cuvioasă Parascheva (din pictura de la 1852 a lui Costache Petrescu)
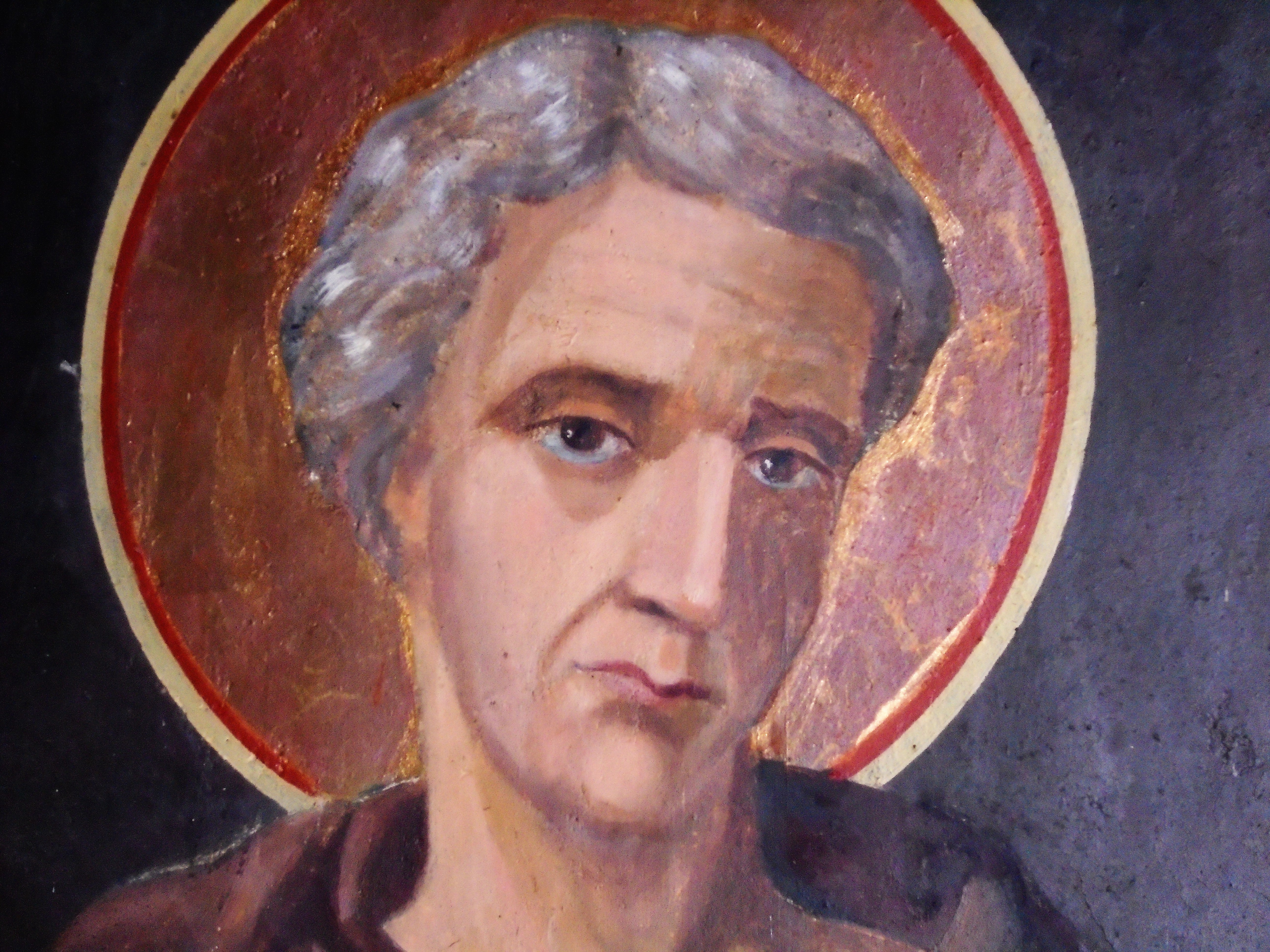
Sf. Cuvios Pavel Xiropotamitul (din pictura de la 1852 a lui Costache Petrescu).
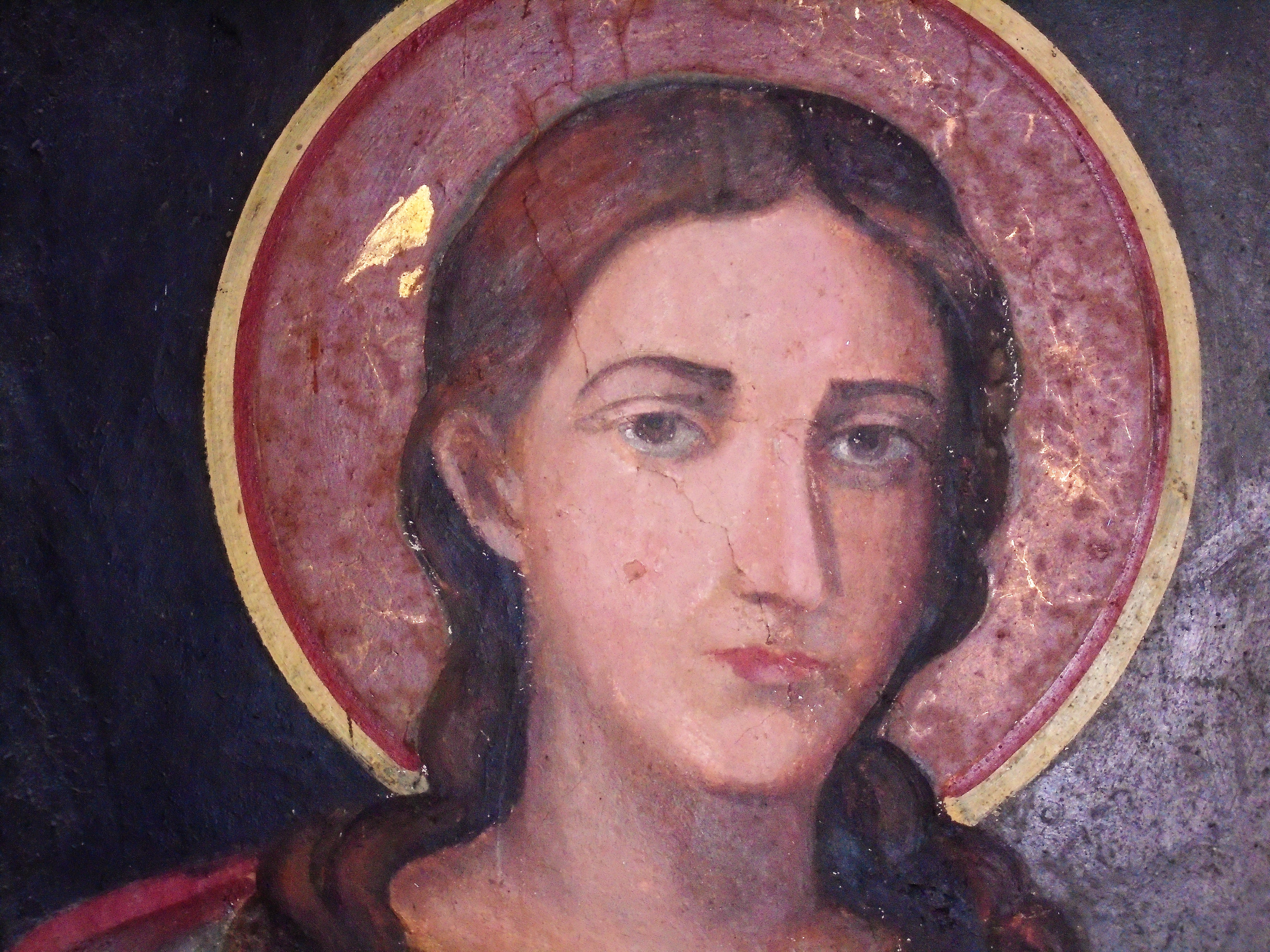
Sf. Muceniță Ecaterina (din pictura de la 1852 a lui Costache Petrescu)
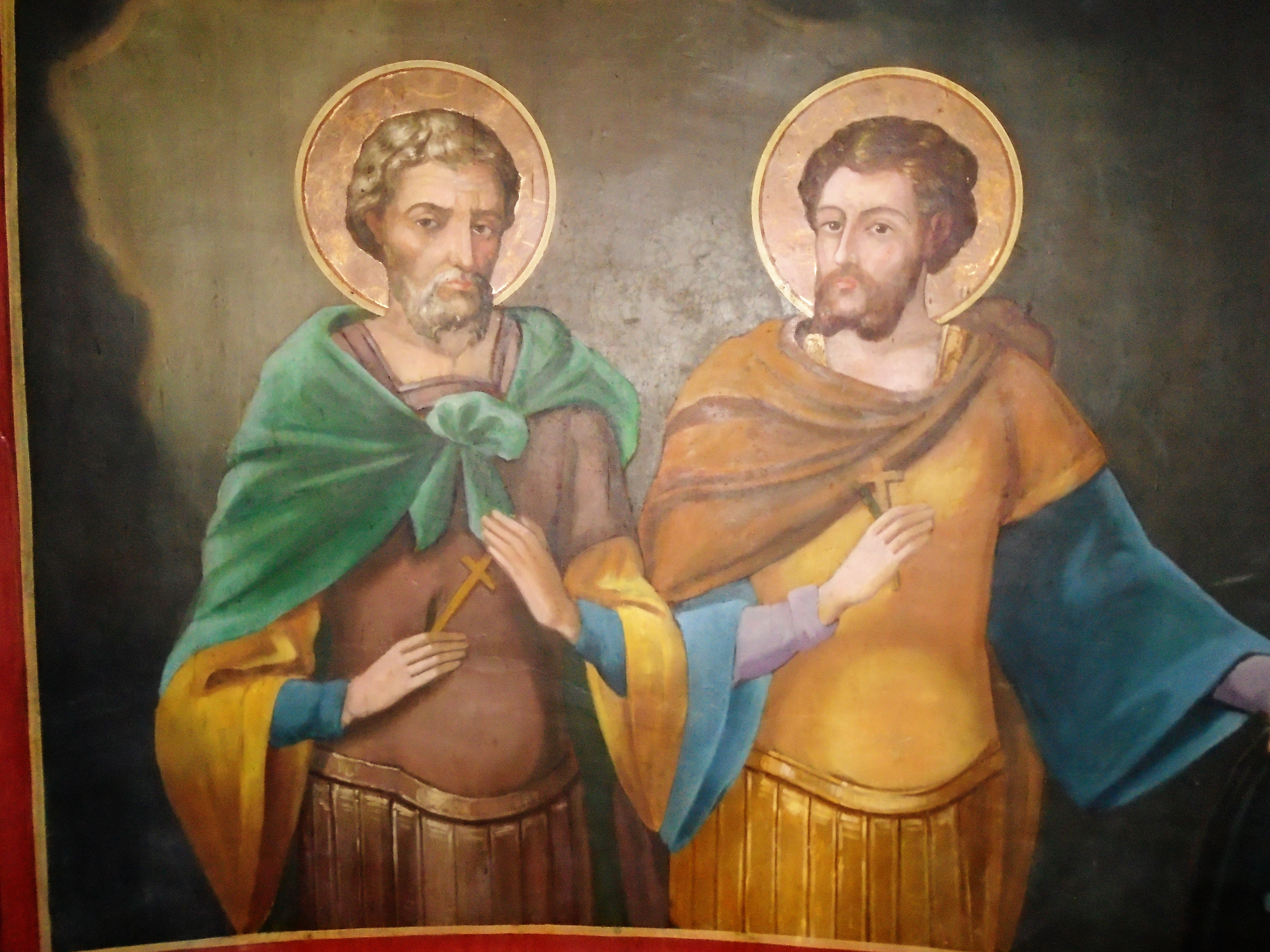
Sf. Mucenici Mina și Artemie (din pictura de la 1852 a lui Costache Petrescu)
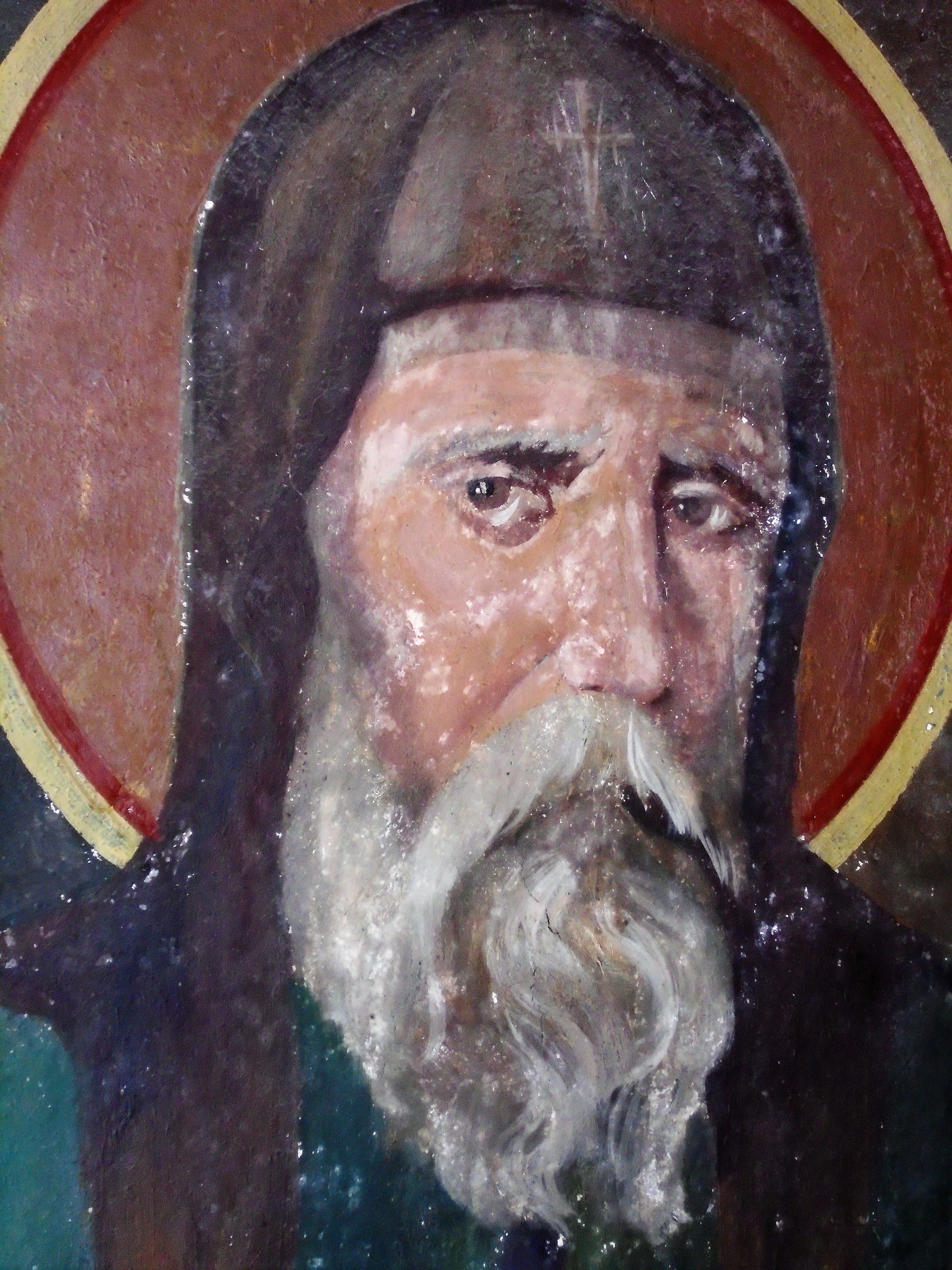
Sf. Cuvios Sava cel Sfințit (din pictura de la 1852 a lui Costache Petrescu)